# VCloud
vCloud est un projet de cloud computing mené par VMware. Il a pour but de permettre à ses clients de migrer leur travail, à leur demande, à partir de leur stockage interne des hyperviseurs VMware vers un stockage à distance (des hyperviseurs VMware également). Le but du projet est de fournir la puissance du cloud computing avec la flexibilité permise par la virtualisation.
Le projet a été annoncé à la conférence 2008 de VMworld à Las Vegas et a retenu l'attention médiatique importante.
Lors de la conférence VMworld en 2009 à San Francisco, vCloud a été présenté dans son propre pavillon. vCloud a également été un des sujets de la conférence de 2010. L'initiative vCloud a grandi avec de nombreux prestataires de services publics et de multiples applications de soutien.
vCloud architecture repose sur vShield Edge pour son fonctionnement, des réseaux routés dans vCloud a besoin d'une machine virtuelle fonctionnant VShield logiciels de pointe, agissant en tant que passerelle par défaut de ce réseau. Cette passerelle virtuelle est mise en œuvre sur un hébergeur gratuit sur le système et fournit ses services à des machines virtuelles sur cet hôte et sur d'autres hôtes.